# Nikolett Pádár
Nikolett Pádár (Szeged, 30 de marzo de 2006) es una deportista húngara que compite en natación.
Ganó una medalla de plata en el Campeonato Mundial de Natación en Piscina Corta de 2024 y siete medallas en el Campeonato Europeo de Natación, en los años 2022 y 2024.
Participó en los Juegos Olímpicos de París 2024, ocupando el sexto lugar en la prueba de 4 × 200 m libre.

## Palmarés internacional
| Campeonato Mundial en Piscina Corta | Campeonato Mundial en Piscina Corta | Campeonato Mundial en Piscina Corta | Campeonato Mundial en Piscina Corta |
| Año                                 | Lugar                               | Medalla                             | Prueba                              |
| ----------------------------------- | ----------------------------------- | ----------------------------------- | ----------------------------------- |
| 2024                                | Budapest (Hungría)                  | Medalla de plata                    | 4 × 200 m libre                     |
| Campeonato Europeo                  |                                     |                                     |                                     |
| Año                                 | Lugar                               | Medalla                             | Prueba                              |
| 2022                                | Roma (Italia)                       | Medalla de bronce                   | 4 × 200 m libre                     |
| 2024                                | Belgrado (Serbia)                   | Medalla de oro                      | 4 × 100 m libre                     |
| 2024                                | Belgrado (Serbia)                   | Medalla de oro                      | 4 × 100 m libre mixto               |
| 2024                                | Belgrado (Serbia)                   | Medalla de oro                      | 4 × 200 m libre mixto               |
| 2024                                | Belgrado (Serbia)                   | Medalla de plata                    | 4 × 200 m libre                     |
| 2024                                | Belgrado (Serbia)                   | Medalla de plata                    | 4 × 100 m estilos                   |
| 2024                                | Belgrado (Serbia)                   | Medalla de bronce                   | 100 m libre                         |